# Ярдли, Эрик
Эрик Кристиан Ярдли (англ. Eric Christian Yardley, 18 августа 1990, Ричленд, Вашингтон) — американский бейсболист, питчер клуба Главной лиги бейсбола «Милуоки Брюэрс».

## Карьера
Эрик Ярдли родился 18 августа 1990 года в Ричленде, штат Вашингтон. В 2013 году он окончил университет Сиэтла, но не был выбран на драфте Главной лиги бейсбола и продолжил карьеру в независимой профессиональной Лиге Пекос. Летом 2013 года он подписал контракт с «Сан-Диего Падрес». В командах младших лиг системы клуба Ярдли провёл семь лет. В среднем он делал семь страйкаутов за девять иннингов, но компенсировал это низким числом пропущенных хоум-ранов — всего 25 в 503 1/3 иннингах.
В основной состав «Падрес» он впервые был вызван 21 августа 2019 года. До конца сезона Ярдли провёл на поле 11 2/3 иннинга с пропускаемостью 2,31. Восьмого ноября 2019 года он был отчислен из команды. После этого он подписал контракт с «Милуоки Брюэрс». В регулярном чемпионате 2020 года Ярдли сыграл в 24 матчах, став самым загруженным реливером клуба. Сезон он завершил с показателем пропускаемости 1,54.